# 聖霊派
聖霊派（せいれいは）は、キリスト教の教派のうち、三位一体の位格のひとつである聖霊の働きを強調する教派ないし集団の総称ないし俗称。 主にプロテスタントのホーリネス教会から1900年頃にペンテコステ運動として始まって結果的に分岐した教派であるペンテコステ派が最初の教派として挙げられるが、ペンテコステ派に限らず1960年代からはじまったカリスマ運動や1980年代からの動きである聖霊の第三の波に属する教団、教派、教会、個人も含めて呼称するのに都合がよい呼称であるため総称ないし俗称として使われる。カリスマ運動はカトリックまでも含めた教派を超えた運動であって、特定の教団、教派という区分がしがたいため、カリスマ派と呼ぶよりも、カリスマ運動と呼ばれる傾向が現在でもあるが、それらと一緒にペンテコステ派を含めた概念として用いられる。
現在でこそ、ペンテコステ派、聖霊の第三の波派及びカリスマ運動の一部は、福音派の有力な潮流として受容されているが、四重の福音を提唱し、福音派に影響力があったA・B・シンプソンがペンテコステ派に対して否定的な声明を出したこともあって、当初は、ペンテコステ派、カリスマ派の働きについて福音派は否定的な態度を示していた。第三の波派があらわれてから聖霊派を受容するようになった。
聖霊派の日本語訳聖書として『現改訳聖書』がある。

## 歴史
キリストの昇天後、ペンテコステの日にキリスト教会が誕生した。初代教会においては、異言、預言、病のいやし、死人が生き返ること、悪霊追い出しがあった。
アウグスティヌスは、使徒時代の終焉と聖書正典の完結により、これら聖霊の賜物が無くなったと教え、ヨハネス・クリュソストモスもこれに同意した。宗教改革者のルターやジャン・カルヴァンもこの「カリスマタ中止理論」「終焉説」を受け入れた。
宗教改革者らが終焉説を受け入れた大きな二つの理由に、宗教改革者が誤りと考えたカトリック教理を承認させるため、ローマ・カトリック教会がその証拠としてローマ・カトリックで起こったとされる奇跡を持ち出したことと、宗教改革者らに実際に奇跡の経験がなかったことがあると考えられている。

## 初期の聖霊派
テルトゥリアヌスも参加したことで知られるモンタノス派は異言を話したとも言われる。
1830年代の、エドワード・アービングや、メアリー・キャンベルは異言を語り、いやしをした。これがペンテコステ派につながったとされている。
19世紀後半のアメリカで、聖霊の降臨による癒しと三度の浸礼による洗礼、キリストの再来が近いことなどを説き多くの信者の支持を得たジョン・アレクサンダー・ドウィは、1896年にシカゴでキリスト教カトリック使徒教会を設立した。1900年にはイリノイ州シオンに拠点を構え、シオンのキリスト教カトリック使徒教会(CCACZ)として聖霊による治療儀礼を行い、禁欲的な集団生活を実践した。CCACZはペンテコステ運動と同調して1904年に南アフリカで伝道活動を行った。1908年にヨハネスブルグでオランダ人牧師ピーター・ロルフが受けたペンテコステを契機として、聖霊の憑依を受けたと告白するアフリカ人の信者が続出し、伝道は拡大した。1910年代から1920年代にかけてアフリカ人の手によって幾つものシオニスト系独立教会が組織され、今日でも南アフリカ、ジンバブエを中心に南部アフリカの一大宗教勢力となっている。

## ペンテコステ派
1901年1月1日、ホーリネス派のチャールズ・パーハム（1873-1929）が女学生に按手をし、その場にいた者が異言を語りだした時から、始まるとされる。パーハムは「聖霊のバプテスマを受けることが大患難時代を逃れる唯一の方法であり、異言がその唯一の保証である」とした 。ウィリアム・ジョセフ・シーモアを指導者とする1906年 - 1909年のアズサ・ストリート・リバイバルにより拡大した。

### 教理
伝統的にペンテコステ派は、異言を聖霊のバプテスマを受けた証拠とし、異言を、聖霊を受けることと同一視してきた。ウェスレアン神学、ホーリネス神学に多くを負っている。

### 教会、団体
1914年設立のアッセンブリーズ・オブ・ゴッドが代表的。日本ではおもに生ける水の川がこの派の書籍を発行している。

## カリスマ派
1960年4月3日、米国聖公会の司祭デニス・ベネットは、主日の礼拝説教で、異言を伴う聖霊のバプテスマを受けたと語り、カリフォルニア州の大教会を追い出され、シアトルの教会に移った。そこは東部最大の教会となり、カリスマ派の拠点となった。カリスマ運動は、アメリカ聖公会から、エキュメニカル派のプロテスタントやローマ・カトリック（カトリック・カリスマ刷新）に広がった。

### 教理
カリスマ派は、異言を、一つの賜物としてとらえてきた。

### 教会、団体
日本では1970年代にカトリック初台教会でカリスマ運動の集会が行われ、1998年（平成10年）2月、日本基督教団カリスマ派の神学者手束正昭らが聖霊刷新協議会を発足させた。

## 聖霊の第三の波
1980年代、福音派のピーター・ワーグナー、チャールズ・クラフト、ジョン・ウィンバー、ジョン・ホワイトらを指導者とし、フラー神学校世界宣教学部の「しるしと不思議と教会成長」と題する講座「MC510」により広まった。彼らは自らの宣教師としての経験も踏まえて、宣教論を発展させ、力の伝道、力のいやし、力の対決、霊の戦いを強調した

。

### 教理
福音派がペンテコステ派、カリスマ派の働きを拒否してきた大きな理由は、聖霊のバプテスマと異言についての理解と、直接啓示の問題であった。ほとんどの福音派が聖霊のバプテスマと新生を同一視してきたからである。ピーター・ワグナーは、第一、第二の波と第三の波が同じ聖霊の働きであると認めながらも、自分がカリスマ派と呼ばれることは好まないし、先の二波とは区別されるべきだとしている。

### 教会、団体
日本では、尾形守によって紹介された。この働きを受け入れた奥山実も宣教師の経験を持っている。関連書籍はおもにマルコーシュ・パブリケーション社、リバイバル新聞、プレイズ出版、新生運動から出版されている。